# Mike DeWine
Mike DeWine (Springfield, 1947. január 5. –) az Amerikai Egyesült Államok szenátora (Ohio, 1995–2007) és Ohio állam kormányzója (2019–).